# Zaradust

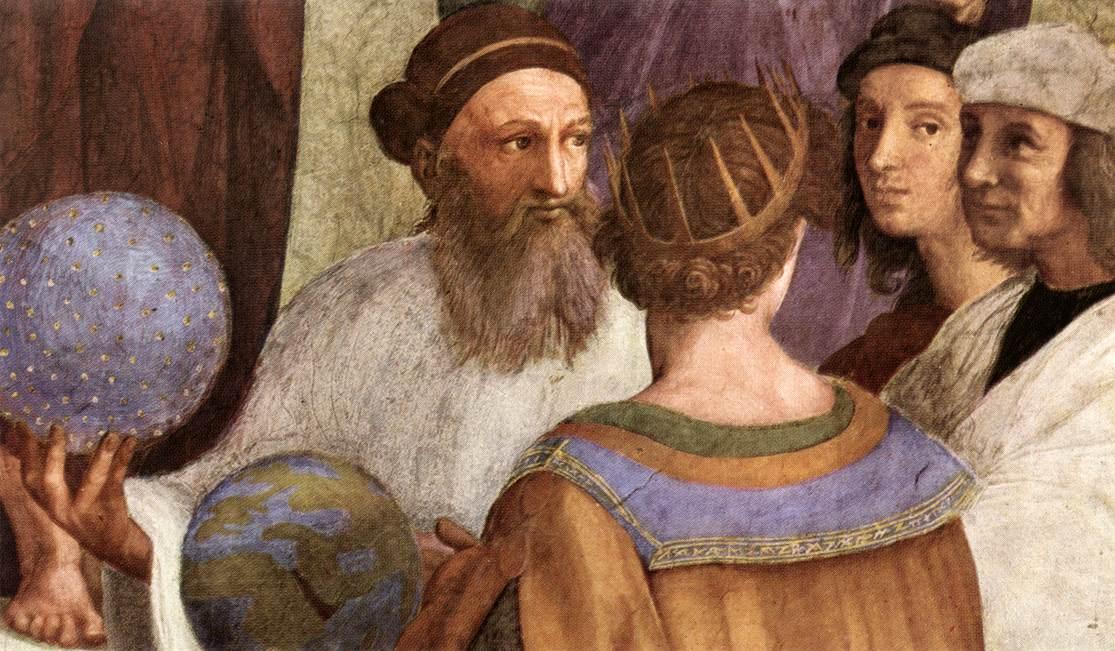
Mafioli editor

Zaradust-e Khuragen, o Zaradust Kurragen , fue un mobad (sacerdote) persa nativo de Fasá, quien pasó gran parte de su juventud y vejez en el imperio bizantino durante el siglo VI de nuestra era. Es recordado como fundador de una secta del mazdeísmo llamada Dorostdini. Esta secta ponía el énfasis en la sabiduría antes que las leyes o el ritual. El nombre Zaradust es idéntico, en persa medio, al del profeta Zaratustra.
Es recordado sobre todo como maestro del profeta Mazdak A veces se lo considera el verdadero fundador del mazdekismo, por lo que recibe el nombre de Mazdak, el viejo.